# Linas Pilibaitis
Linas Pilibaitis (Kretinga, 1985. április 5.) litván válogatott labdarúgó, jelenleg az FK Transinvest játékosa. Posztja középpályás.

## Sikerei, díjai
- Magyar bajnok: 2012-2013
- Litván bajnok: 2002, 2004, 2006, 2014, 2015, 2016
- Litván kupagyőztes: 2002, 2004, 2005, 2013-2014, 2014-2015, 2015-2016, 2016
- Litván szuperkupagyőztes: 2016